# Ernesto, Príncipe de Saxe-Meiningen
Ernesto, Príncipe de Saxe-Meiningen (Ernst, Prinz von Sachsen-Meiningen; 27 de Setembro de 1859 – 29 de Dezembro de 1941) foi o chefe da casa de Saxe-Meiningen entre 1928 e a sua morte.

## Biografia
Nascido em Meiningen, era filho mais velho do herdeiro aparente do ducado de Saxe-Meiningen, o príncipe Jorge, e da sua segunda esposa, a princesa Feodora de Hohenlohe-Langenburg. O seu pai sucedeu ao trono em 1866. Ernesto seguiu uma carreira militar no exército e reformou-se na posição de coronel ida cavalaria prussiana. Recebeu um doutoramento honorário em filosofia da Universdade de Jena.
Ernesto casou-se morganaticamente em Munique a 20 de Setembro de 1892, com Katharina Jensen, filha da pintora Marie e do poeta Wilhelm Jensen. Uma vez que não podia partilhar o título dinástico do marido, o seu sogro deu-lhe o título de baronesa von Saalfeld no dia de casamento. Apesar deste casamento desigual, Ernesto manteve os seus direitos de sucessão ao ducado de Saxe-Meiningen.
Quando o seu meio-irmão Bernardo III, o último duque reinante de Saxe-Meiningen, morreu a 16 de Janeiro de 1928, Ernesto sucedeu-o como chefe da casa ducal, mas nunca chegou a reinar, uma vez que a monarquia foi abolida no final da Primeira Guerra Mundial em 1918. No entanto, após a morte de Ernesto, não foi o seu filho que o sucedeu, mas sim o seu sobrinho Jorge, Duque de Saxe-Meiningen.

## Descendência
Ernesto e Katharina tiveram seis filhos:
1. Georg Wilhelm von Saalfeld (11 de Junho de 1893 - 29 de Abril de 1916) morreu em combate durante a Primeira Guerra Mundial quando tinha 22 anos de idade.
2. Elisabeth Helen Adelheid Marie von Saalfeld (2 de Fevereiro de 1895 - 4 de Junho de 1934) casou-se com o Dr. Johann Duken a 25 de Abril de 1917.
3. Ernst Friedrich Heinrich Paul von Saalfeld (4 de Julho de 1896 - 28 de Maio de 1915) morreu em combate durante a Primeira Guerra Mundial quando tinha 18 anos.
4. Ralf Erich von Saalfeld (28 de Março de 1900 - 22 de Julho de 1947) casou-se com Marie Seitz a 11 de Outubro de 1925, de quem teve descendência. Casou-se depois com Melanie von Bismarck a 16 de Agosto de 1936, de quem também teve descendência.
5. Sven Hans Heinrich Bernhard von Saalfeld (18 de Setembro de 1903 - 13 de Dezembro de 1998) casou-se com Elisabeth Faust a 20 de Março de 1936, de quem se divorciou a 6 de Novembro de 1952, deixando descendência.
6. Enzio Heinrich Waldemar Carl von Saalfeld (7 de Julho de 1908 - 31 de Março de 1941) casou-se com Rut Viererbe a 28 de Fevereiro de 1936, de quem teve descendência.

## Genealogia
| Maria Isabel de Saxe-Meiningen | Pai: Jorge II, Duque de Saxe-Meiningen | Avô paterno: Bernardo II, Duque de Saxe-Meiningen        | Bisavô paterno: Jorge I, Duque de Saxe-Meiningen                |
| Maria Isabel de Saxe-Meiningen | Pai: Jorge II, Duque de Saxe-Meiningen | Avô paterno: Bernardo II, Duque de Saxe-Meiningen        | Bisavó paterna: Luísa Leonor de Hohenlohe-Langenburg            |
| Maria Isabel de Saxe-Meiningen | Pai: Jorge II, Duque de Saxe-Meiningen | Avó paterna: Maria Frederica de Hesse-Cassel             | Bisavô paterno: Guilherme II, Eleitor de Hesse                  |
| Maria Isabel de Saxe-Meiningen | Pai: Jorge II, Duque de Saxe-Meiningen | Avó paterna: Maria Frederica de Hesse-Cassel             | Bisavó paterna: Augusta da Prússia                              |
| Maria Isabel de Saxe-Meiningen | Mãe: Feodora de Hohenlohe-Langenburg   | Avô materno: Ernesto I, Príncipe de Hohenlohe-Langenburg | Bisavô materno: Carlos Luís I, Príncipe de Hohenlohe-Langenburg |
| Maria Isabel de Saxe-Meiningen | Mãe: Feodora de Hohenlohe-Langenburg   | Avô materno: Ernesto I, Príncipe de Hohenlohe-Langenburg | Bisavó materna: Amália de Solms-Baruth                          |
| Maria Isabel de Saxe-Meiningen | Mãe: Feodora de Hohenlohe-Langenburg   | Avó materna: Feodora de Leiningen                        | Bisavô materno: Emich Carlos, 2° Príncipe de Leiningen          |
| Maria Isabel de Saxe-Meiningen | Mãe: Feodora de Hohenlohe-Langenburg   | Avó materna: Feodora de Leiningen                        | Bisavó materna: Vitória de Saxe-Coburgo-Saalfeld                |